# Das Traumschiff: Burma/Myanmar
Das Traumschiff: Burma/Myanmar ist ein deutscher Fernsehfilm unter der Regie von Michael Steinke, der am 26. Dezember 2005 im ZDF seine Erstausstrahlung hatte. Es ist die 51. Folge der Fernsehreihe Das Traumschiff.

## Handlung
Für Traumschiff-Kapitän Paulsen, seiner Crew und die Bordpassagiere geht es diesmal nach Burma. Voller Freude begrüßt die Crew Beatrice, die nach ihren Urlaub wieder an Bord ist. Im Mittelpunkt der Handlung steht Hans Berger, dessen Tochter Marie heimlich als Stewardess an Bord arbeitet. Um die Gegenüberstellung hinauszuziehen, bittet sie ihre junge Kollegin Petra Lüders, ihren Dienst an der Rezeption zu übernehmen. Während ihres Versteckspiels versucht sie, herauszufinden, wer die weibliche Begleitperson ihres Vaters ist. Die angebliche „Affäre“ ihres Vaters entpuppt sich als dessen Tochter aus einer früheren Beziehung. Gleichzeitig muss Marie gestehen, ihr Studium geschmissen zu haben und so die Firma des Vaters nicht mehr übernehmen zu können. Nach einer Versöhnung begrüßt Marie ihre neue Schwester in der Familie.
Unterdessen muss sich Beatrice mit einem aufdringlichen Verehrer auseinandersetzen. Nachdem diverse Täuschungsmanöver nicht fruchteten gesteht Beatrice, mit der Arbeit verheiratet zu sein und bietet die Freundschaft an. Der Verehrer willigt ein und fühlt sich auch in dieser Rolle wohl. Ebenso versucht die alleinstehende Sylvia ihrer Internet-Liebe zu begegnen. Sie erkennt ihn aufgrund eines Armreifs. Als sich die beiden näher gekommen sind, gibt er in der Online-Partnervermittlung seine Absage bekannt. Erst zum Schluss bemerkt er, dass Sylvia selbst seine damalige Internet-Liebe war.

## Hintergrund
Das Traumschiff: Burma/Myanmar wurde vom 10. März 2005 bis zum 30. März 2005 in Burma gedreht. Produziert wurde der Film von der Polyphon Film- und Fernsehgesellschaft.

## Rezeption

### Einschaltquoten
Bei der Erstausstrahlung am 26. Dezember 2005 wurde Das Traumschiff in Deutschland von 7,11 Millionen Zuschauern gesehen, was für das ZDF einen Marktanteil von 21,6 Prozent einbrachte.